# Aspen Institute
Aspen Institute es una organización internacional sin ánimo de lucro fundada en 1949 como Aspen Institute for Humanistic Studies. El instituto y sus socios internacionales promueven la creación de una sociedad libre, justa y equitativa en un entorno no partidista y no ideológico a través de seminarios, programas políticos, conferencias e iniciativas de desarrollo de liderazgo.

## Generalidades
El instituto tiene su sede en Washington D. C., Estados Unidos, y cuenta con campus en Aspen, Colorado (su sede original), y cerca de las orillas de la bahía de Chesapeake, en el río Wye, en Maryland. Existen institutos asociados en Berlín, Roma, Madrid, París, Lyon, Tokio, Nueva Delhi, Praga, Bucarest, Ciudad de México y Kiev, así como con iniciativas de liderazgo en Estados Unidos y en el continente africano, la India y América Central.
El Instituto Aspen está financiado en gran parte por instituciones como la Carnegie Corporation y las fundaciones Rockefeller Brothers, Gates, Lumina y Ford, y por donaciones individuales. Su consejo de administración incluye a líderes de la política, el gobierno, la empresa y el mundo académico que también contribuyen a su desarrollo. Un informe de la Iniciativa de Transparencia de la Influencia Extranjera del Centro de Política Internacional sobre los cincuenta principales think tanks en el índice de calificación Global Go-To Think Tanks de la Universidad de Pensilvania encontró que durante el período 2014-2018 el Aspen Institute recibió la quinta mayor cantidad de fondos de fuera de Estados Unidos en comparación con otros think tanks, con un total de más de 8 millones de dólares de donantes que se originaron principalmente en las democracias occidentales, pero también "donaciones considerables de regímenes no democráticos en Arabia Saudita y los Emiratos Árabes Unidos".